# استخراج الحيوانات المنوية الخصوي
استخراج الحيوانات المنوية من الخصية (TESE) هو إجراء جراحي يتم فيه إزالة جزء صغير من الأنسجة من الخصية ويتم استخراج أي خلايا حيوانات منوية قابلة للحياة من تلك الأنسجة لاستخدامها في إجراءات أخرى، وأكثرها شيوعًا حقن الحيوانات المنوية بالبويضة (ICSI) كجزء من التلقيح الصناعي (IVF). غالبًا ما يُنصح باستخراج الحيوانات المنوية من الخصية للمرضى الذين لا يستطيعون إنتاج الحيوانات المنوية عن طريق القذف بسبب فقد النطاف.

## التطبيقات
يُنصح بإجراء عملية TESE للمرضى الذين لا يوجد لديهم حيوانات منوية في القذف، أو الذين يعانون من فقد النطاف، أو الذين لا يستطيعون القذف على الإطلاق. بشكل عام، يمكن تقسيم انعدام الحيوانات المنوية إلى فئات فرعية انسدادية وغير انسدادية.
تُستخدم عملية TESE في المقام الأول في حالات انعدام الحيوانات المنوية غير الانسدادية، حيث لا يوجد لدى المرضى حيوانات منوية في القذف ولكن قد ينتجون حيوانات منوية في الخصية. يمكن أن يكون انعدام الحيوانات المنوية في هؤلاء المرضى نتيجة لحذف كروموسوم Y، أو سرطان الخصيتين أو تلف الغدة النخامية أو تحت المهاد، والتي تنظم إنتاج الحيوانات المنوية. غالبًا في هذه الحالات، يتم استخدام TESE كخيار ثانٍ، بعد فشل الجهود السابقة لعلاج انعدام الحيوانات المنوية من خلال العلاج الهرموني.
ومع ذلك، إذا كان انعدام الحيوانات المنوية مرتبطًا باضطراب في النمو الجنسي، مثل متلازمة كلاينفيلتر، فلا يتم استخدام TESE سريريًا؛ اعتبارًا من عام 2016، كان هذا في مرحلة البحث.
في حالات نادرة، يتم استخدام TESE لاستخراج الحيوانات المنوية في حالات انعدام الحيوانات المنوية الانسدادي. يمكن أن يحدث انعدام الحيوانات المنوية الانسدادي بعدة طرق:
استئصال الأسهر
الصدمة
غياب خلقي للأسهر (CAVD)
التليف الكيسي.
يمكن أيضًا استخدام TESE كخيار للحفاظ على الخصوبة للمرضى الذين يخضعون لجراحة إعادة تحديد الجنس والذين لا يستطيعون قذف الحيوانات المنوية.